# Babeș-Bolyai-Universität Cluj
Die Babeș-Bolyai-Universität Cluj (rumänisch Universitatea Babeș-Bolyai) liegt in der rumänischen Stadt Cluj-Napoca (deutsch Klausenburg) in Siebenbürgen. Sie hat die längste akademische Tradition Rumäniens und wurde nach dem rumänischen Mediziner Victor Babeș (1854–1926) und dem ungarischen Mathematiker János Bolyai (1802–1860) benannt. Es ist die einzige dreisprachige Universität des südöstlichen Europa. Die Universität hat drei Studienrichtungen, in denen auf Rumänisch, Ungarisch und Deutsch unterrichtet wird.
Im Studienjahr 1993/94 wurde die Fakultät für Europäische Studien gegründet. Im Mai 1995 wurde sie zum offiziellen Namen der Institution.

## Geschichte

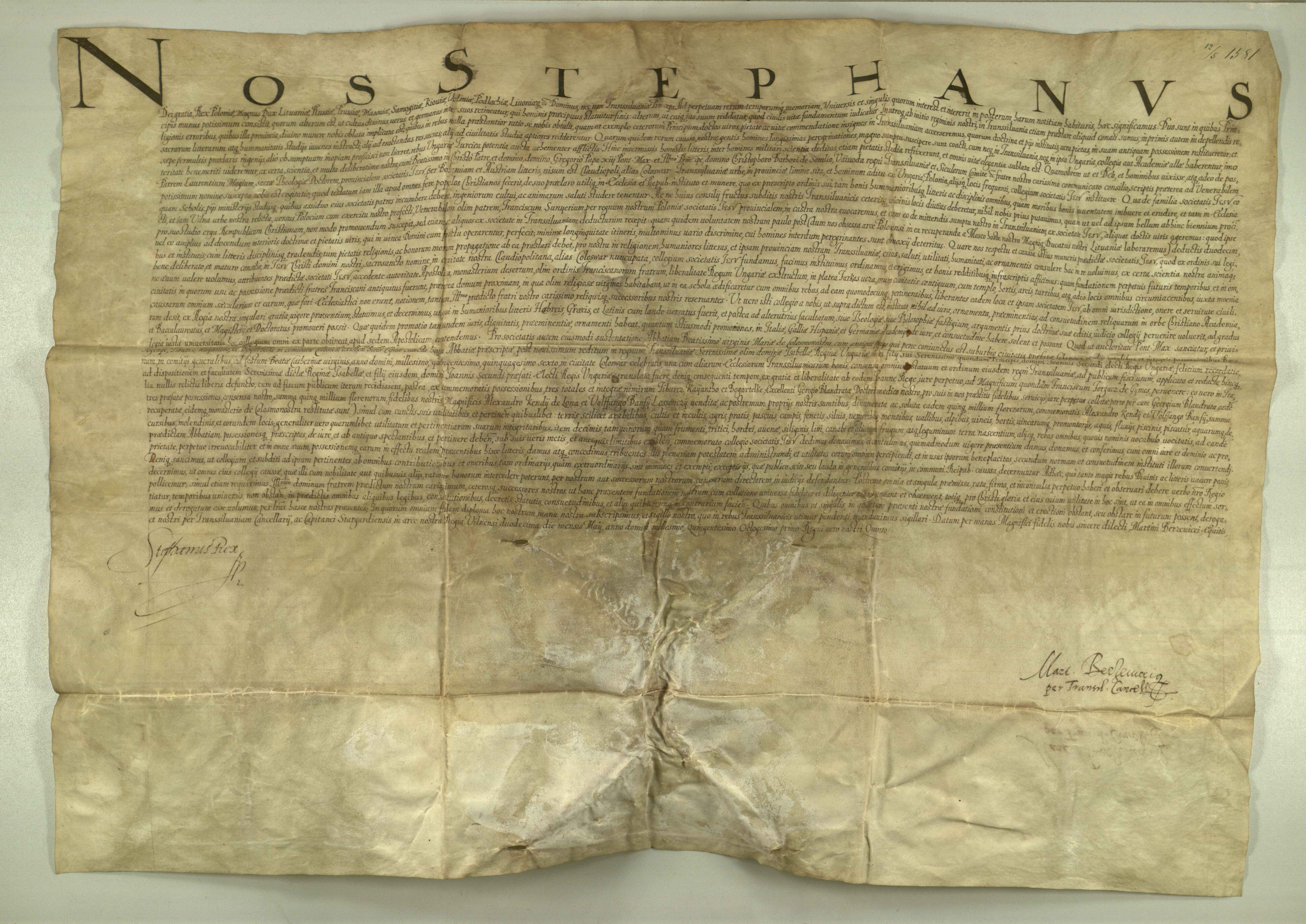
Urkunde 1581

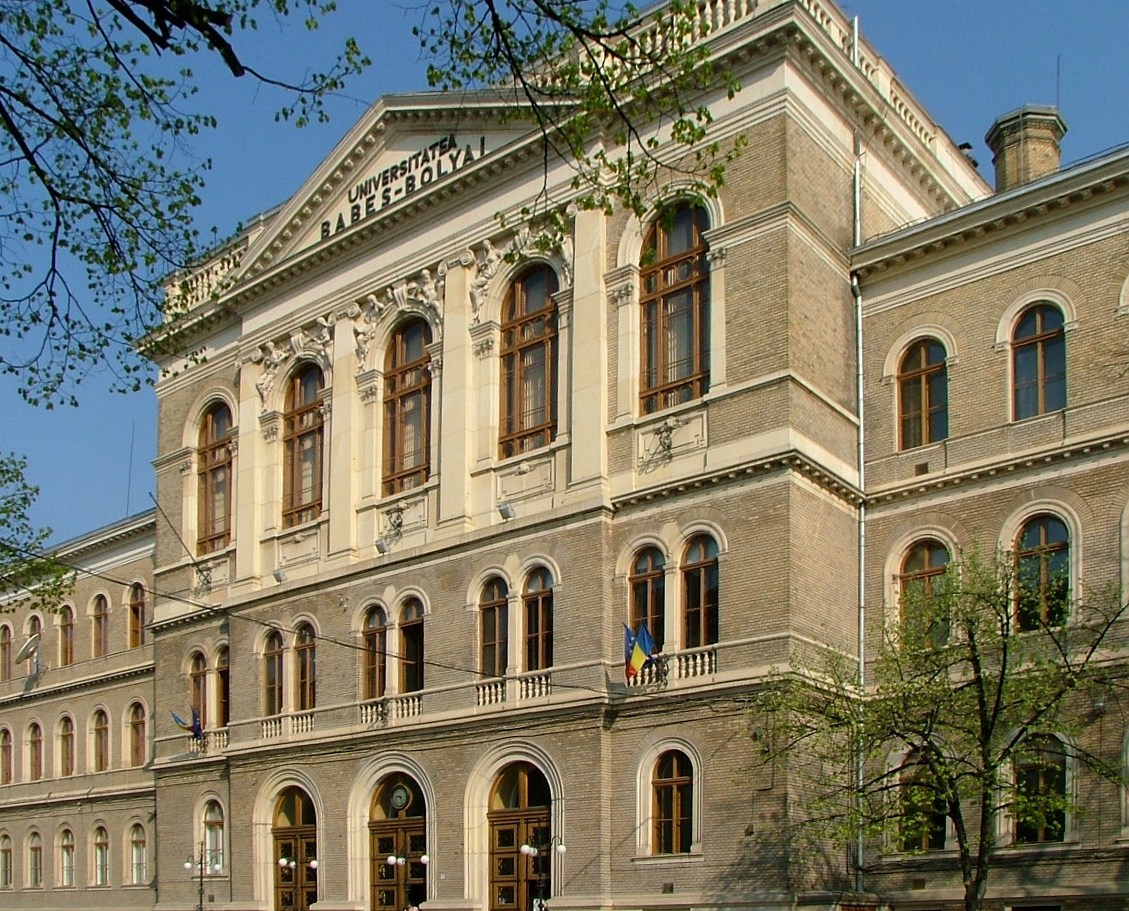
Hauptgebäude der UBB

Die erste Initiative, eine Universität in Siebenbürgen zu gründen, gingen von Fürst Sigismund um 1567 aus, indem er den Wunsch nach einer Universität in Sebeș äußerte.
István Báthory legte dann die Grundsteine für die Eröffnung weiterer Universitäten in anderen Landesteilen (Pressburg, Ofen und Tyrnau) und eines Kollegs in Klausenburg im Jahre 1581. Erster Rektor an diesem Kolleg war der Italiener Antonio Possevino. Das Kolleg wurde von den Jesuiten geführt, aber später wieder geschlossen. Im Zuge der Gegenreformation gründeten Katholiken 1688 eine Akademie in Cluj, wiederum unter der Leitung von Jesuiten.
Maria Theresia gründete 1776 eine deutschsprachige Universität in Kolozsvár, die allerdings bald von Joseph II. durch die berühmte Piaristenhochschule ersetzt wurde, wo der Unterricht auf Latein abgehalten wurde.
Nach 1848 wurde der Ruf nach einer Universität in der Landessprache lauter. Die Rumänen verlangten nach einer Universität mit Rumänisch als Unterrichtssprache. Der ungarische Minister Loránd Eötvös schlug die Einrichtung einer Universität mit den Unterrichtssprachen Rumänisch, Ungarisch und Deutsch vor, um der gewachsenen Mehrsprachigkeit in Siebenbürgen Rechnung zu tragen. Dieser Vorschlag wurde von der rumänischen Elite unterstützt. Allerdings wurde die Universität 1872 mit der ausschließlichen Unterrichtssprache Ungarisch gegründet, was die Rumänen empörte, da sie sich von der universitären Bildung ausgeschlossen sahen.
Nach dem ungarischen Verlust Siebenbürgens an Rumänien als Folge des Ersten Weltkriegs wurde die Universität ab dem 1. Oktober 1919 in eine rumänische Universität umgewandelt, zunächst mit dem Namen Universität von Oberdakien, rumänisch Universitatea Daciei Superioare, später dann in König Ferdinand-Universität, rumänisch Universitatea „Regele Ferdinand I“, umbenannt.
Im Zuge der territorialen Neuordnungen von 1940 zogen die rumänische Universität nach Sibiu und Timișoara und die ungarische Universität von Szeged nach Cluj um. 1945 zog die rumänische Universität nach Cluj zurück und trägt seither den Namen von Victor Babeș. Außerdem wurde von der rumänischen Regierung eine ungarische Universität unter dem Namen von János Bolyai gegründet.
1959 wurden diese beiden Universitäten zur Babeș-Bolyai-Universität Cluj vereinigt. Die Babeș-Bolyai-Universität unterrichtete nun auf Rumänisch und Ungarisch. Unter dem Regime von Ceaușescu wurde der ungarische Anteil allerdings massiv reduziert. 1996 wurde mit dem Bau eines neuen Campus begonnen und 1999 mit dem Bau neuer Studentenwohnheime.
Die Babeș-Bolyai-Universität integriert sich in das internationale System der Universitäten, was sich unter anderem in der Schaffung moderner Kommunikationssysteme und dem Anschluss an europäische Universitätsnetzwerke (GÉANT) ausdrückt und ist dabei, wieder zu einer der bedeutendsten Universitäten in Mittel- und Osteuropa zu werden.
Das internationale Profil der Universität wird vor allem durch weitgehende Kooperationen mit anderen Hochschulen gewährleistet, was auch den Austausch von Professoren und anderen wissenschaftlichen Mitarbeitern beinhaltet. Es wurden im akademischen Jahr 2005/2006 an 11 Fakultäten 13 Bachelor- und drei Master-Studiengänge in deutscher Sprache angeboten.

## Fakultäten
Die heutige Universität hat 21 Fakultäten in den Gebieten Mathematik und Informatik, Physik, Chemie und Chemieingenieurwesen, Geographie, Biologie und Geologie, Philologie, Jura, Politik-, Verwaltungs- und Kommunikationswissenschaft, Europastudien, Geschichte und Philosophie, Psychologie und Erziehungswissenschaften, Soziologie und Sozialarbeit, Leibeserziehung und Sport, Wirtschaftswissenschaften, Business, Umweltwissenschaften, Theologie, Theater und Fernsehen.
Die Babeș-Bolyai-Universität unterhält heute vier theologische Fakultäten: eine orthodoxe, eine protestantische, eine griechisch-katholische und eine römisch-katholische; damit ist sie die Universität mit der breitest gefächerten theologischen Ausrichtung in Europa.

## Partnerschaften
Die Babeș-Bolyai-Universität ist Mitglied im Netzwerk der Balkan-Universitäten und arbeitet darüber hinaus mit folgenden deutschsprachigen Universitäten zusammen:
| - Universität Bremen - Hochschule Bremerhaven - Technische Universität Chemnitz - Hochschule für Technik und Wirtschaft Chur - Friedrich-Alexander-Universität Erlangen-Nürnberg - Universität Graz - Martin-Luther-Universität Halle-Wittenberg - Ruprecht-Karls-Universität Heidelberg - Hochschule für Angewandte Wissenschaften Hof - Universität Innsbruck - Forschungszentrum Karlsruhe (KIT) - Universität Leipzig - Fachhochschule Merseburg - Hochschule Mittweida (FH) - Hochschule für Philosophie München | - Universität Münster - Augustana-Hochschule Neuendettelsau - Hochschule für Wirtschaft und Umwelt Nürtingen-Geislingen - Carl von Ossietzky Universität Oldenburg - Universität Potsdam - Universität Regensburg - Universität Rostock - Hochschule Ruhr West - Universität Salzburg - Hochschule Schmalkalden - Universität Trier - Eberhard Karls Universität Tübingen - Universität Wien - Julius-Maximilians-Universität Würzburg |

## Ehrendoktoren und Professoren (Auswahl)
| - Bartholomäus I. (* 1940), griechisch-orthodoxer Patriarch - Benedikt XVI (1927–2022), deutscher Papst - Klara A. Csiszar (* 1981), rumänisch-ungarische Pastoraltheologin - Richard R. Ernst (1933–2021), Schweizer Chemiker - Manfred Frank (* 1945), deutscher Philosoph - Walter Haupt (1935–2023), deutscher Komponist und Dirigent | - Walter Kasper (* 1933), deutscher Theologe und Kurienkardinal - Jacques Le Goff (1924–2014), französischer Historiker - Jean-Marie Lehn (* 1939), französischer Chemiker - Mario Vargas Llosa (1936–2025), peruanischer Schriftsteller und Journalist - Angela Merkel (* 1954), deutsche Bundeskanzlerin - Michael I. (1921–2017), rumänischer König | - George Andrew Olah (1927–2017), US-amerikanischer Chemiker - Hans-Gert Pöttering (* 1945), Präsident des Europäischen Parlaments - George Emil Palade (1912–2008), US-amerikanischer Mediziner - Robert William Seton-Watson (1879–1951), britischer Historiker - Vasile Stanciu (* 1958), rumänischer Theologe, Musikwissenschaftler und Komponist - Ahmed Zewail (1946–2016), ägyptischer Chemiker |

## Alumni (Auswahl)
| - Emil Boc, ehemaliger rumänischer Ministerpräsident - Alexandru Borza, rumänischer Botaniker - Victor Ciorbea, ehemaliger rumänischer Ministerpräsident - Corneliu Coposu, rumänischer Politiker, Chef der Christdemokraten - Constantin Daicoviciu, rumänischer Historiker und Archäologe - Vasile Dîncu, rumänischer Politiker, Mitglied des Europäischen Parlaments - Eduard Hellvig, rumänischer Politiker, Mitglied des Europäischen Parlaments - Emil Hurezeanu, rumänischer Autor, Politologe und Botschafter | - Klaus Johannis, ehemaliger rumänischer Präsident - Sándor Kányádi, rumänischer Dichter und Übersetzer - Hunor Kelemen, rumänischer Tierarzt, Schriftsteller und Politiker - Iuliu Maniu, östreich-ungarischer Politiker - Andrei Marga, rumänischer Philosoph und Professor - Hermann Oberth österreich-ungarischer Physiker - Barbara Stühlmeyer, deutsche Theologin und Musikwissenschaftlerin - Áron Tamási, österreich-ungarischer Schriftsteller |